# Juan Ramón Epitié-Dyowe Roig
Juan Ramón Epitié-Dyowe Roig (castellà: Juan Epitié)  (Manresa, 12 d'octubre de 1976) és un futbolista català d'origen equatoguineà, que ocupa la posició de davanter.

## Trajectòria
Des dels seus inicis en clubs catalans com el Manresa o el Palamós CF, el davanter hi va militar en nombroses equips de Segona, Segona B i Tercera Divisió. Va formar amb el Deportivo Alavés i el Racing de Santander a la màxima categoria, però no hi va arribar a debutar.
Cedit pel Racing, va marxar a Israel per militar al Bnei Yehuda Tel Aviv F.C. i al FC Ashdod, sense tindre massa oportunitats. La temporada 04/05 retorna a l'Alavés, que roman a Segona Divisió, i contribueix amb tres gols a l'ascens de categoria. Però eixe estiu fitxa pel CE Castelló.
El gener del 2007 fitxa de nou pel club basc, però a les poques setmanes és cedit al California Victory. A partir de l'estiu d'eixe any, la seua carrera prossegueix per categories més modestes del futbol espanyol i català.

## Internacional
Epitié ha estat internacional amb Guinea Equatorial en 6 ocasions, tot marcant un gol.